# Cañada Grande (San José)
Pour les articles homonymes, voir Cañada Grande et Cañada.
Cañada Grande est une ville de l'Uruguay située dans le département de San José. Sa population est de 69 habitants.

## Population
| Année | Population |
| ----- | ---------- |
| 1963  | –          |
| 1975  | –          |
| 1985  | –          |
| 1996  | –          |
| 2004  | 69         |

Référence,: